# Bol'šoj spor
Bol'šoj spor (in cirillico: Большой спор) è stata una trasmissione televisiva russa andata in onda dal 2006 al 2007 su Pervyj kanal ed e basato sulla versione originale tedesca Wetten, dass..?.